# No worries

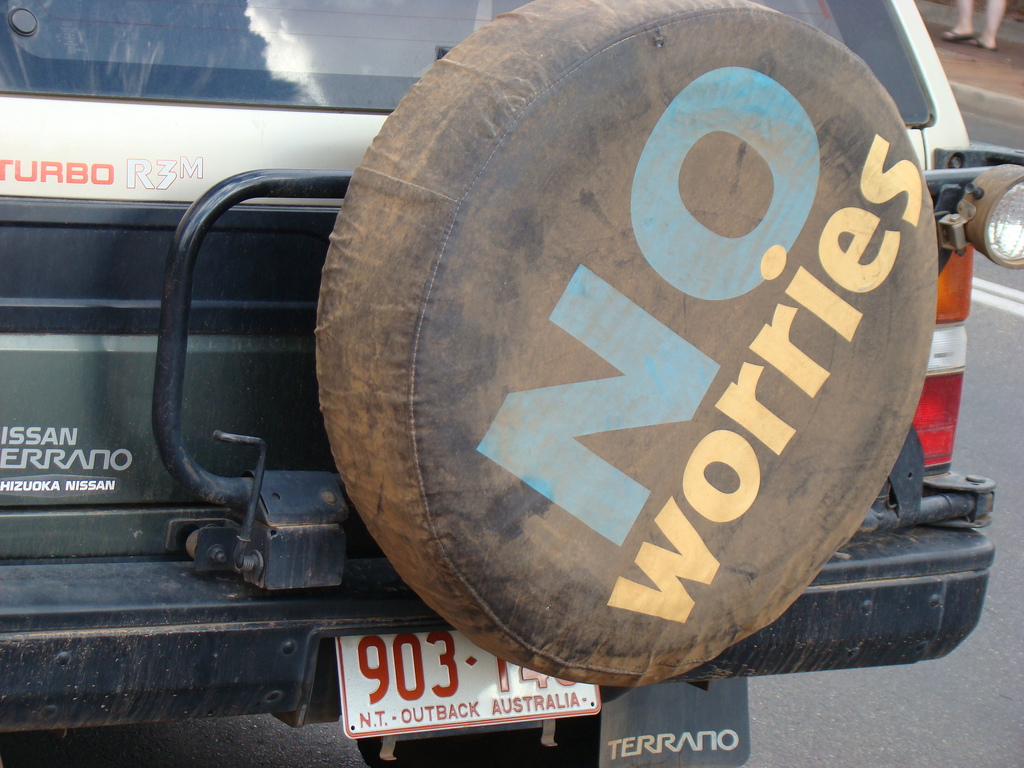
Un automobil Nissan și expresia australiană „No worries”

No worries este o expresie provenită din engleza australiană, având sensul de „nu-ți face griji”, „e în regulă” sau „cu siguranță”. Este similară expresiei no problem (română: nicio problemă) din engleza americană. Se folosește frecvent în limbajul australian, oferind senzația de prietenie, bună dispoziție, optimism și „tovărășenie”, în cultura australiană. Este considerată deviză națională a Australiei, răspândindu-se și în limba tok pisin din Papua Noua Guinee.

## Definiție
No worries este o expresie provenită din engleza australiană, având sensul de „nu-ți face griji”  sau „e în regulă” . Mai poate însemna și „cu siguranță”  și „cu plăcere” . Alte expresii locale australiene care înseamnă același lucru sunt „She'll be apples”  și She'll be right!” . A fost cosiderată echivalentă cu expresia din engleza americană „no problem” . În cartea Australian Language & Culture: No Worries!, autorii Vanessa Battersby, Paul Smitz și Barry Blake notau: „No worries este un răspuns folosit frecvent în Australia, fiind înrudit cu no problems, that's OK sau sure thing" .